# William Stainton Moses

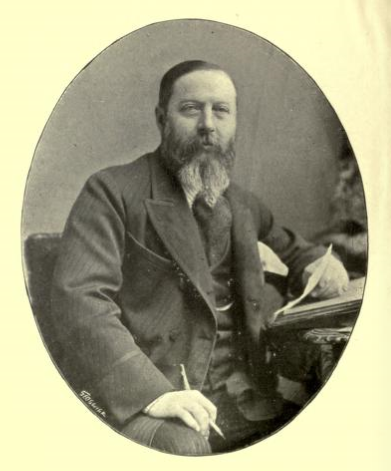
William Stainton Moses

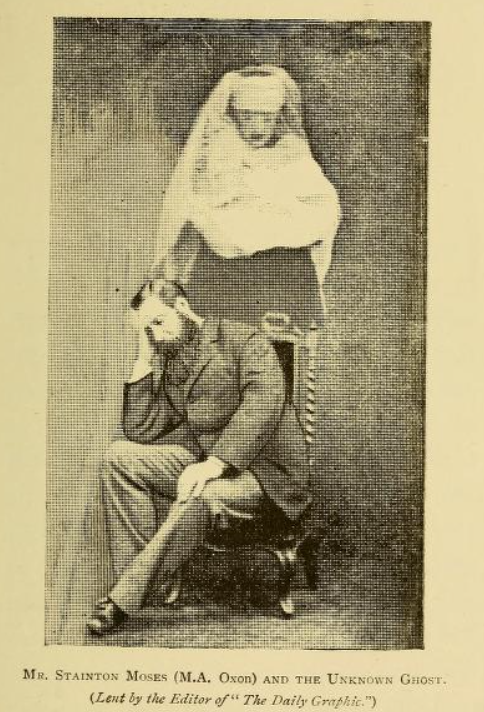
William Stainton Moses mit einem unbekannten Geist

William Stainton Moses (* 5. November 1839 in Donington, Lincolnshire; † 5. September 1892 in Bedford) war ein englischer Geistlicher und ein Medium.

## Leben
Moses wurde in dem Dorf Donington in der englischen Grafschaft Lincolnshire geboren. Sein Vater William Moses war dort Leiter der Oberschule, seine Mutter die Tochter des Thomas Stainton aus Alford. Er ging in Bedford zur Schule, später auf die University College School in London (UCS) und auf das Exegeter College in Oxford. 1870 wurde er als Priester der Church of England ordiniert.
1872 begann er Medien zu besuchen und Seancen beizuwohnen: zuerst Lottie Fowler, später Charles Williams und Daniel Dunglas Home. Fünf Monate nach seiner Einführung in den Spiritismus beanspruchte er für sich Levitation herbeiführen zu können. Parallel dazu veröffentlichte er Bücher, von denen er behauptete, dass Geister ihm die Inhalte eingegeben hätten. Die Skripte der Zeit zwischen 1872 und 1883 füllten 24 Notizbücher.
1878 publizierte er Psychograpfy. A Treatise on One of the Objective Forms of Psychic or Spiritual Phenomena. Hierin erfand er das Wort psychography als Bezeichnung für das von den Spiritisten behauptete automatische Schreiben. Das Phänomen soll dadurch zustande kommen, dass ein Medium, geführt von einem Geist, Dinge aufschreibt, auf die es selbst keinen Einfluss hat.
Moses war ein sehr frühes Mitglied der Society for Psychical Research (SPR). 1886 und 1887 veröffentlichte der SPR eine Reihe von Publikationen, in denen sie die Betrügereien des angeblichen Mediums William Eglinton offenlegten. Daraufhin verließen viele frühe Mitglieder, unter anderem auch William Stainton Moses, den SPR. Seine Haltung gegenüber anderen schon aufgedeckten Betrügereien wurde auch dadurch deutlich, dass er die „Geisterfotografie“ von Edouard Isidore Buguet weiterhin unterstützte, obwohl dieser schon als Betrüger entlarvt war.

## Rezeption
Moses selbst führte seine Fähigkeiten nur einem kleinen Kreis von Freunden vor und verbot allen anderen, vor allem Wissenschaftlern, seinen Seancen beizuwohnen. Dies führte zu dem Verdacht, dass alle scheinbar übernatürlichen Ereignisse nur durch die Teilnehmer der Seancen selbst entstanden sind. Darüber hinaus wurde ihm vorgeworfen, bei der Beantwortung der Fragen von Verwandten nach kürzlich Verstorbenen seine Informationen vor allem auf die Lektüre von Wochenzeitungen zu stützen. Die für seine Befürworter als Beweis angeführten Lichterscheinungen wurden von Wissenschaftlern wie Sherrie Lynne Lyons als einfache Taschenspielertricks entlarvt, hinzu kam, dass er selbst einige Male mit für diese Tricks notwendigen Ingredienzien gesehen wurde.
Hinzu kommt, dass zahlreiche seiner durch automatisches Schreiben entstandenen Botschaften als im Nachhinein falsch belegt werden können.

## Publikationen
Unter dem Pseudonym „M.A. Oxon“ publizierte Moses die folgenden Bücher über Spiritualismus:
- 1879: Spirit Identity
- 1880: Higher Aspects of Spiritualism
- 1882: Psychography
- 1883: Spirit Teachings (Digitalisat)

Darüber hinaus gab er das Magazin Light heraus und schrieb über Spiritismus für Human Nature.